# ليريو (إزار)
ليريو هي بلدية في إزار في جنوب شرق فرنسا.